# Резонанс Фермі

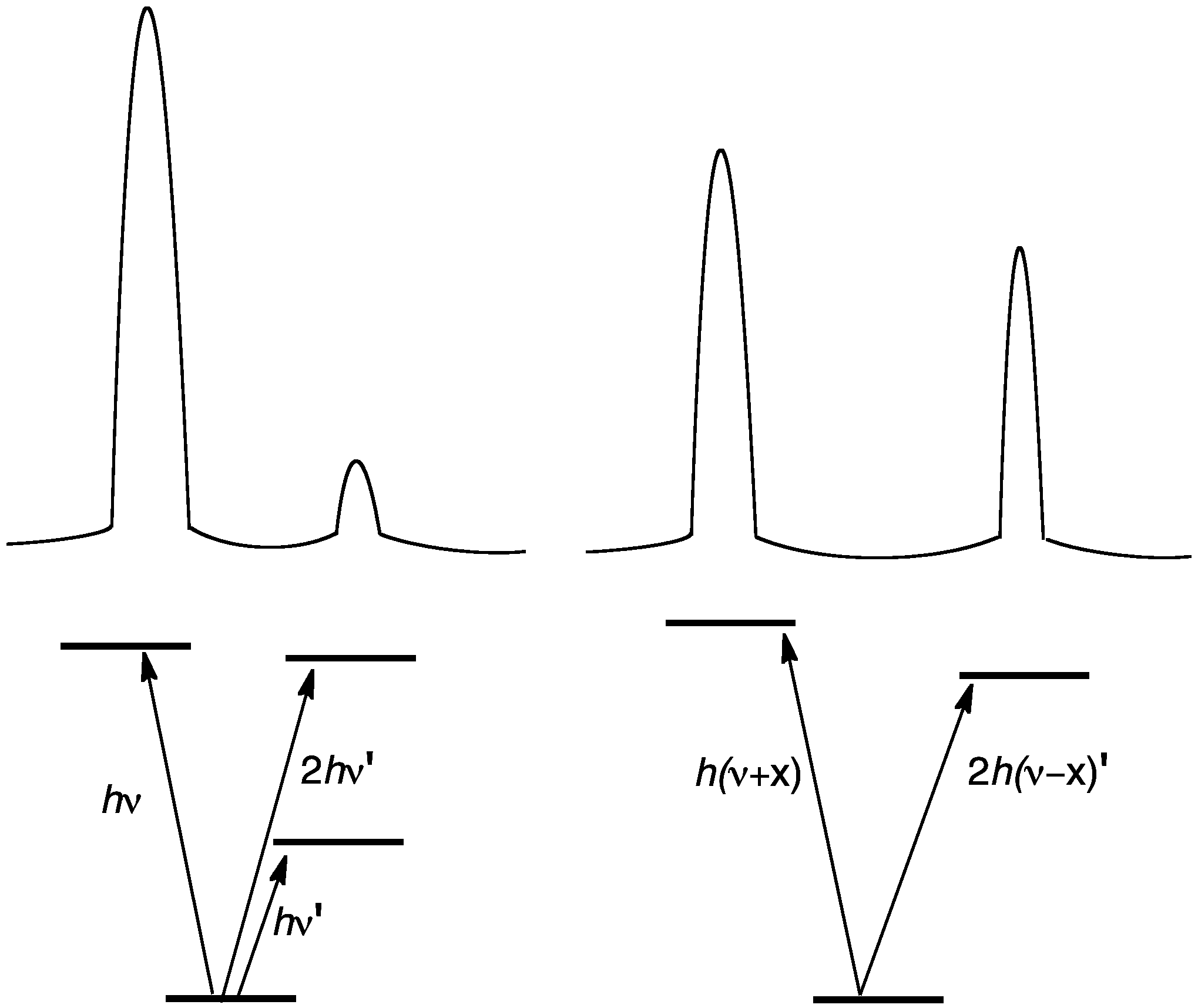
Схематичне зображення сигналів одної нормальної моди та обертону іншої до і після резонансу Фермі. Під схемою спектрів наведено схеми рівнів енергії.

Резонанс Фермі (англ. Fermi resonance) — у коливальному спектрі молекули — енергетичний зсув та перерозподіл інтенсивностей двох абсорбційних смуг у випадку, якщо відповідні їм коливання мають достатньо близькі між собою частоти й той самий тип симетрії. Є наслідком змішування коливальних хвильових функцій.